# Silverpit Formatie
De Silverpit Formatie (sic) of Formatie van Silverpit (Engels: Silverpit Formation) is een geologische formatie in de diepe ondergrond van de zuidelijke Noordzee. Ze komt voor in de stratigrafische indeling van de ondergrond in zowel Nederland als Engeland, en komt ook voor in de ondergrond van gebieden die aan de Noordzee grenzen, zoals de Nederlandse provincies Friesland en Groningen en het zuidoosten van Engeland. De formatie bestaat uit lagen kleisteen, zandsteen en steenzout die werden afgezet tijdens het vroege Perm. Ze behoort tot het Boven-Rotliegend. De Silverpit Formatie is genoemd naar de Silver Pit, een zeediepte ongeveer 45 km ten oosten van de Engelse kust bij Spurn Head.

## Beschrijving
De Silverpit Formatie bestaat hoofdzakelijk uit vaak siltige, soms anhydriethoudende, roodbruine kleisteen. Er komen enkele lagen siltsteen en zandsteen voor en met name aan de kant van het centrum van het Zuidelijke Permbekken ook lagen steenzout. De zandsteenlagen vertonen duidelijk herkenbare sedimentaire structuren als scheve en gegradeerde gelaagdheid.
De Silverpit Formatie werd afgezet in het Zuidelijke Permbekken, waar een groot endoreïsch zoutmeer lag en een warm, droog klimaat heerste. Het afzettingsmilieu in het bekken varieerde tussen een zoutmeer en playa's, zandplaten en sabkha's. De afzetting stond onder invloed van cyclische wisselingen in het zeeniveau. Wanneer het zeeniveau hoog was, kon in het noorden een verbinding vormen met oceaanwater en nam het zoutgehalte in het meer af. Bij een lagere zeespiegel verdween de verbinding en zorgde de sterke verdamping voor de afzetting van evaporieten zoals steenzout en anhydriet.
Wegens het kleiige karakter van de Silverpit Formatie is ze ongeschikt als reservoirgesteente voor de exploratie van aardolie of -gas. Wel kan de formatie het afsluitingsgesteente vormen waaronder zulke koolwaterstoffen uit het Carboon gevangen zitten.

## Stratigrafie
De ouderdom van de formatie is niet precies vastgesteld wegens een gebrek aan gidsfossielen. Deze ligt tussen het Cisuralien en Wuchiapingien/Lopingien, zodat de formatie tot het Perm behoort en tussen de 295 en 255 miljoen jaar oud is.
Op sommige plekken in de Nederlandse ondergrond ligt de Silverpit Formatie boven op de zandsteen- en conglomeraatlagen van de Formatie van Slochteren, die eveneens tot het Boven-Rotliegend behoort. Op andere plekken gaan deze twee formaties lateraal in elkaar over. Waar de Formatie van Slochteren ontbreekt ligt de Silverpit Formatie met een discordantie boven op de vulkanieten van de Emmen Vulkanieten Formatie of sedimenten van de Limburg Groep uit het Carboon (Formaties van De Lutte, Strijen, Hellevoetsluis, enzovoorts). De Silverpit Formatie wordt afgedekt door de oudste formatie van het Zechstein, de Werra Formatie (Z1).
Voor de Engelse kust gaat de Silverpit Formatie naar het westen toe over in de Leman Sandstone Formation, die verder richting de rand van het Zuidelijke Permbekken is afgezet en uit meer siliciklastische gesteentelagen bestaat (zanden, conglomeraten).